# Escoles Municipals (Barcelona)
Les Escoles Municipals són un edifici situat al carrer de Calàbria, 25 de Barcelona, inclòs a l'Inventari del Patrimoni Arquitectònic de Catalunya.

## Descripció
Consta de planta baixa, tres plantes pis i terrat transitable. La part posterior presenta un pis menys i està rematat amb una terrassa. Disposa d'un celobert central on es localitza la caixa d'escala.
La façana estructura les seves obertures en cinc eixos verticals a la planta baixa i quatre de ritme regular a la resta, formant en conjunt una composició axial al voltant del portal central. El parament està recobert per un estuc rehabilitat recentment.
La planta baixa s'obre al carrer per mitjà de cinc grans portals. El portal central presenta un arc rectangular amb angles arrodonits. Està emmarcat amb pedra motllurada i destaca el capçal, una decoració escultòrica vegetal amb un escut coronat al centre. Aquesta porta permet l'accés a la botiga ubicada a la planta baixa.
L'accés a les aules que hi ha a les plantes superiors es realitza pel portal de l'angle esquerre, que juntament a la resta de portals es presenten en parelles i estan rematats per uns arcs de mig punt motllurats que s'originen a l'altura d'una imposta horitzontal. La resta de plantes presenten balconades en parelles, amb una llosana sustentada per permòdols de pedra decorats amb motius vegetals i tancats per baranes de ferro forjat. Tots ells presenten un emmarcament de pedra amb la llinda esculpida amb motius vegetals. Dalt de la tercer planta pis una imposta i una sanefa esgrafiada esculpida dona pas a la cornisa en voladís del terrat. Aquest està tancat per una barana massissa d'obra que, a la part central, presenta un capcer rectangular rematat per ornaments esculpits de pedra que emmarquen l'escut de la ciutat i el text "ESCUELAS PUBLICAS MUNICIPALES".
El portal central que per la decoració exterior sembla que deuria ser l'accés a l'interior de l'edifici en realitat només permet l'accés a la botiga ubicada a la planta baixa. A l'esquerra hi ha el portal d'accés a les aules de les plantes superiors. L'edifici disposa d'un celobert central on es localitza la caixa d'escales.

## Història
Va ser projectat el 1907 per l'arquitecte Lluís Callén.
Des del 1990, és ocupat per l'Aula de Formació d'Adults Pere Calders, abans ubicada a la Plaça d'Espanya.